# Karomama Meritmut
Karomama Meritmut (Szitamon Mutemhat) ókori egyiptomi főpapnő, Ámon isteni felesége a XXII. dinasztia idején.
Lehetséges, hogy azonos II. Oszorkon fáraó Karomama nevű leányával, akit a fáraó szed-ünnepére épült csarnokában ábrázoltak. Ma a Louvre őrzi gyönyörű bronzszobrát, melyet kincstárnokától, Ahentefnahttól kapott Maat istennő szobrocskájával együtt, amit Karnakban találtak. Alakja megjelenik a karnaki Ozirisz-Nebanh ('Ozirisz az élet ura') kápolnában. Egy sztéléjét, kanópuszedényeit és usébtijeit is megtalálták, ezeket ma Berlinben őrzik. Sírját 2014 decemberében találták meg a Ramesszeum területén.